# Anna-Mária görög királyné
Anna-Mária görög királyné (született Anna-Mária Dagmar Ingrid dán hercegnő) 1946. augusztus 30-án született az Amalienborg palotában-ban Koppenhágában.
Szülei: IX. Frigyes dán király és Ingrid svéd királyi hercegnő.

## Családja
Anna-Máriának két lánytestvére van:
- Margit hercegnő, a későbbi II. Margit dán királynő
- Benedikta hercegnő

Anna-Mária 1964. szeptember 18-án feleségül ment II. Konstantin görög királyhoz.

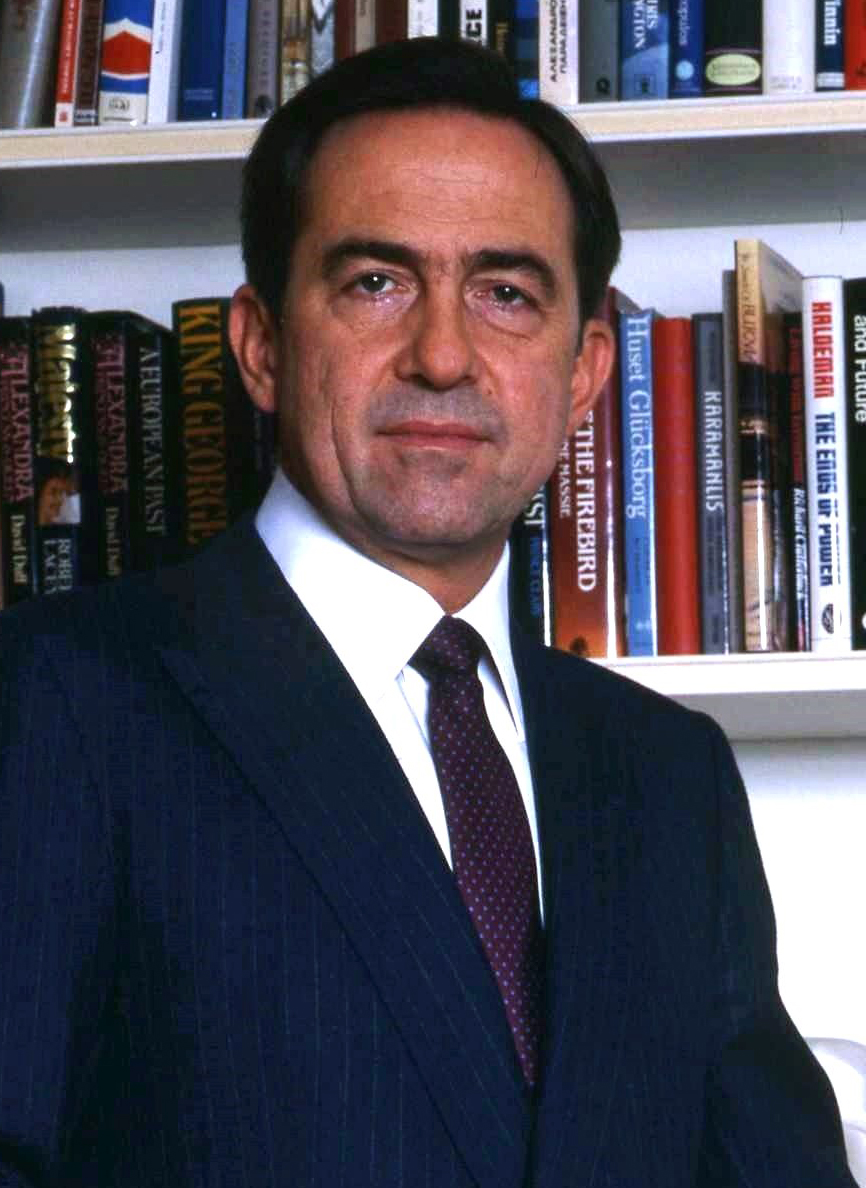
II. Konstantin görög király, Anna-Mária férje

Mária-Annának és Konstantinnak öt gyermeke született:
- Alexandra görög és dán hercegnő (1965)
- Pál görög koronaherceg (1967)
- Miklós görög és dán herceg (1969)
- Teodóra görög és dán hercegnő (1983)
- Fülöp görög és dán herceg (1986)

## Származása
| Előd: Hannoveri Frederika | Görög királyné 1964 – 1974 | Utód: - |